# Czarna księga (film)
Czarna księga (nid. Zwartboek) – holendersko-niemiecko-belgijsko-brytyjski dramat wojenny z 2006 roku w reżyserii Paula Verhoevena.

## Główne role
- Carice van Houten – Rachel Stein/Ellis de Vries
- Sebastian Koch – Kapitan Ludwig Müntze
- Thom Hoffman – Hans Akkermans
- Halina Reijn(inne języki) – Ronnie
- Waldemar Kobus(inne języki) – Günther Franken
- Derek de Lint – Gerben Kuipers
- Christian Berkel – Generał Käutner
- Matthias Schoenaerts – Joop

## Opis fabuły
Holandia, rok 1944. Rachel Stein – żydowska piosenkarka, próbując uciec razem z innymi Żydami na południe Holandii, wpada w zasadzkę i cudem jako jedyna unika śmierci z rąk niemieckich żołnierzy. Po stracie rodziny przystępuje do ruchu oporu. Jej zadaniem jest uwiedzenie niemieckiego oficera, kapitana Müntze. W oddziale jednak jest zdrajca.